# Мунсан, Пхачон
Пхачон Мунсан (тайск. ผจญ มูลสัน; род. 13 сентября 1968, Накхонсаван) — тайский боксёр, представитель легчайшей весовой категории. Выступал за сборную Таиланда по боксу во второй половине 1980-х годов, бронзовый призёр летних Олимпийских игр в Сеуле, победитель и призёр турниров национального значения. Также известен как боец муай-тай.

## Биография
Пхачон Мунсан родился 13 сентября 1968 года в ампхе Банпхот-Писаи провинции Накхонсаван, был пятым ребёнком в многодетной семье. Активно заниматься боксом начал в возрасте двенадцати лет, во время учёбы в шестом классе школы сбежал из дома, после чего дрался за деньги в провинции Так и Бангкоке. Проходил подготовку в тренировочном лагере Осотпа под руководством тренера Сианг Понга, одновременно с этим являлся студентом школы Бангкали. На соревнованиях по муай-тай выступал под псевдонимом Пут Кеитлансанг (тайск. พุฒ เกียรติลานสาง).
Первого серьёзного успеха на взрослом международном уровне добился в сезоне 1986 года, когда вошёл в основной состав тайской национальной сборной и побывал на Кубке президента в Джакарте, откуда привёз награду бронзового достоинства, выигранную в минимальной весовой категории.
Год спустя поднялся в легчайший вес, боксировал на Кубке короля в Бангкоке, где так же получил бронзу: в четвертьфинале выиграл у советского боксёра Лерника Папяна, но в полуфинале потерпел поражение от корейца Ким Сон Кила.
Благодаря череде удачных выступлений удостоился права защищать честь страны на летних Олимпийских играх 1988 года в Сеуле. Первый этап в зачёте легчайшей весовой категории преодолел без боя, затем благополучно прошёл первых троих соперников, представителей Австралии, Венесуэлы и Монголии. Тем не менее, на стадии полуфиналов встретился с сильным американцем Кеннеди Маккинни, будущим чемпионом мира среди профессионалов, и уступил ему досрочно в первом же раунде, получив тем самым бронзовую олимпийскую медаль (стал, таким образом, единственным тайским спортсменом, кому удалось выиграть медаль на этих Играх).
После сеульской Олимпиады Мунсан ещё в течение некоторого времени оставался действующим спортсменом, принимал участие в турнирах по любительскому боксу и муай-тай, хотя каких-то существенных достижений больше не добился. Впоследствии окончил университет, после завершения спортивной карьеры проявил себя как тренер и актёр.